# Emil Bemström
Emil Erik Bemström (* 1. Juni 1999 in Nyköping) ist ein schwedischer Eishockeyspieler, der seit Februar 2024 bei den Pittsburgh Penguins aus der National Hockey League (NHL) unter Vertrag steht und parallel für deren Farmteam, die Wilkes-Barre/Scranton Penguins, in der American Hockey League auf der Position des Centers spielt. Zuvor verbrachte er knapp fünf Jahre bei den Columbus Blue Jackets.

## Karriere
Emil Bemström wurde in Nyköping geboren und spielte in seiner Jugend für den Järna SK aus Järna. Zur Saison 2015/16 wechselte er in die Nachwuchsabteilung von Leksands IF, für deren U20 er fortan in der J20 SuperElit auflief, der ranghöchsten Juniorenliga Schwedens. Dort erreichte er im Folgejahr mit 33 Scorerpunkten aus 28 Spielen einen Punkteschnitt von über 1,0 pro Spiel und gab zudem sein Debüt für die Herrenauswahl von Leksands IF in der Svenska Hockeyligan (SHL). Anschließend berücksichtigten ihn die Columbus Blue Jackets an 117. Position im NHL Entry Draft 2017. In der Spielzeit 2017/18 lief der Angreifer nach dem Abstieg aus der SHL in der zweitklassigen Allsvenskan auf, wo das Team den direkten Wiederaufstieg in den Playoffs verpasste. Dies hatte zur Folge, dass Bemström durch einen Wechsel in die SHL zurückkehrte, so schloss er sich im Mai 2018 Djurgårdens IF an. Dort steigerte er seine Leistung deutlich, so wurde er mit 23 erzielten Treffern zum mit der Håkan Loob Trophy ausgezeichneten besten Torschützen der Liga. Darüber hinaus ehrte man ihn auch als Årets nykomling, als besten Rookie des Jahres.
Nach diesen Leistungen unterzeichnete Bemström im Mai 2019 einen Einstiegsvertrag bei den Columbus Blue Jackets. Im Rahmen der Vorbereitung auf die Spielzeit 2019/20 erspielte er sich einen Platz in deren Aufgebot, sodass er im Oktober 2019 zu seinem Debüt in der National Hockey League (NHL) kam und dort seither regelmäßig zum Einsatz kommt. Im September 2020 wurde er bis zum noch nicht terminierten Beginn der Spielzeit 2020/21 an den HIFK Helsinki aus der finnischen Liiga verliehen. Im weiteren Verlauf etablierte er sich dann im Kader der Blue Jackets, wobei er immer wieder sporadisch bei den Cleveland Monsters zum Einsatz kam, dem Farmteam aus der American Hockey League (AHL).
Im Februar 2024 wurde Bemström an die Pittsburgh Penguins abgegeben, die im Gegenzug Alexander Nylander und ein konditionales Sechstrunden-Wahlrecht im NHL Entry Draft 2026 nach Columbus schickten.

### International
Erste internationale Erfahrungen sammelte Bemström beim Ivan Hlinka Memorial Tournament 2016. Dort belegte er mit der schwedischen Auswahl ebenso den vierten Platz wie bei der wenig später folgenden U18-Weltmeisterschaft 2017. Anschließend nahm er mit der U20-Nationalmannschaft seines Heimatlandes an der U20-Weltmeisterschaft 2019 teil, wo die Tre Kronor den fünften Rang belegten. Für die schwedische A-Nationalmannschaft debütierte er schließlich im Rahmen der Euro Hockey Tour der Saison 2018/19, bevor er mit der Weltmeisterschaft 2022 sein erstes großes Turnier bestritt und dort mit dem Team den sechsten Platz belegte.

## Erfolge und Auszeichnungen
- 2019 Håkan Loob Trophy
- 2019 Årets nykomling
- 2025 Teilnahme am AHL All-Star Classic

## Karrierestatistik
Stand: Ende der Saison 2024/25

### International
Vertrat Schweden bei:
- Ivan Hlinka Memorial Tournament 2016
- U18-Weltmeisterschaft 2017
- U20-Weltmeisterschaft 2019
- Weltmeisterschaft 2022

(Legende zur Spielerstatistik: Sp oder GP = absolvierte Spiele; T oder G = erzielte Tore; V oder A = erzielte Assists; Pkt oder Pts = erzielte Scorerpunkte; SM oder PIM = erhaltene Strafminuten; +/− = Plus/Minus-Bilanz; PP = erzielte Überzahltore; SH = erzielte Unterzahltore; GW = erzielte Siegtore; 1 Play-downs/Relegation; Kursiv: Statistik nicht vollständig)

## Familie
Sein Vater Jörgen Bemström sowie sein Onkel Stefan Bemström waren als Eishockeyspieler ebenfalls in der höchsten schwedischen Liga aktiv.